# Mordella pretiosa
Mordella pretiosa är en skalbaggsart som beskrevs av Champion 1891. Mordella pretiosa ingår i släktet Mordella och familjen tornbaggar. Inga underarter finns listade i Catalogue of Life.